# Au bon plaisir du roi
Au bon plaisir du roi (met als ondertitel: Des konings welbehagen. Een komedie) is een hoorspel van Jan Starink. Het kreeg de eerste prijs in de K.R.O.-Luisterspelwedstrijd van het seizoen 1957-1958. De KRO zond het uit op zondag 27 juli 1958. De regisseur was Léon Povel. Het hoorspel duurde 59 minuten.

## Rolbezetting
- Wim Grelinger (de kamerheer)
- Bert Dijkstra (Michel d'Elbeuf)
- Trees van der Donck (Madame)
- Louis de Bree (de pastoor)
- Bob de Lange (de markies)
- Chris Baay (de dichter)
- John Soer (de lijfarts)
- Paul Deen (de graaf)
- Herman van Eelen &  Han König (twee kamerdienaars)
- Hans Veerman (een Zwitserse gardist)
- Albert van Dalsum (Zijne Majesteit onze genadige Koning)

## Inhoud
Een geestig hoorspel over een aantal mensen in de antichambre van Lodewijk XVI. Allen willen een verzoekschrift bij de koning aanbieden. Zo maken we kennis met onder meer een jonge militair, een jonge grafelijke weduwe en een pastoor. Plaats en tijd van handeling: de hal van het koninklijk paleis in Versailles, 12 juni 1710, om 10 uur in de morgen.